# Dhekiajuli
Dhekiajuli è una suddivisione dell'India, classificata come municipal board, di 19.743 abitanti, situata nel distretto di Sonitpur, nello stato federato dell'Assam. In base al numero di abitanti la città rientra nella classe IV (da 10.000 a 19.999 persone).

## Geografia fisica
La città è situata a 26° 41' 60 N e 92° 30' 0 E e ha un'altitudine di 99 m s.l.m..

## Società

### Evoluzione demografica
Al censimento del 2001 la popolazione di Dhekiajuli assommava a 19.743 persone, delle quali 10.493 maschi e 9.250 femmine. I bambini di età inferiore o uguale ai sei anni assommavano a 1.995, dei quali 989 maschi e 1.006 femmine. Infine, coloro che erano in grado di saper almeno leggere e scrivere erano 14.665, dei quali 8.319 maschi e 6.346 femmine.